# 신조촌 (교토부)
신조촌(일본어: 新庄村)은 일본 교토부 후나이군에 있던 촌이다.

## 역사
- 1889년 4월 1일 - 정촌제 시행에 의해 6촌의 구역을 가지고 성립하였다.
- 1951년 4월 1일 - 야기정에 편입, 동일 신조촌은 폐지되었다.

## 참고문헌
- 角川日本地名大辞典 26 京都府